# Jungfrukällan
Jungfrukällan är en svensk dramafilm från 1960 regisserad av Ingmar Bergman efter manus av Ulla Isaksson. Den utspelar sig på 1300-talet där en jungfru, Karin (Birgitta Pettersson), blir våldtagen och mördad. Hennes far spelas av Max von Sydow. Filmen bygger på folkvisan "Per Tyrssons döttrar".

## Medverkande
- Max von Sydow – herr Töre
- Birgitta Valberg – fru Märeta
- Birgitta Pettersson – Karin
- Gunnel Lindblom – Ingeri
- Axel Düberg – den magre
- Tor Isedal – den tunglöse
- Allan Edwall – tiggaren
- Axel Slangus – brovakten
- Gudrun Brost – Frida, hushållerska
- Oscar Ljung – Simon i Snollsta
- Tor Borong – förste drängen
- Leif Forstenberg – andre drängen
- Ann Lundgren – stand-in för Gunnel Lindblom och Birgitta Valberg

## Produktion och mottagande
Berättelsen bygger på medeltidsballaden Per Tyrssons döttrar. Den spelades in i Dalarna, bland annat vid Styggforsen, Stiftsgården i Rättvik och Skattungbyn.
En särskild förhandsvisning för inbjuden ortsbefolkning från Rättvik och Boda anordnades den 7 februari 1960 på Vasabio i Rättvik, medan urpremiären för betalande publik skedde på Röda Kvarn i Stockholm den 8 februari 1960.

### Mottagande och inspiration
Filmen belönades med en Oscar och en Golden Globe för bästa utländska film. Filmen var även nominerad för en Oscar för bästa kostym (svart-vita filmer).
Filmen utgjorde inspiration till den amerikanska filmen The Last House on the Left.